# Frequency (film)
Frequency is een Amerikaanse film uit 2000, met elementen van tijdreizen, thriller en alternatieve geschiedenis-genres. De film is geregisseerd door Gregory Hoblit en geschreven door Toby Emmerich. Hoofdrollen worden vertolkt door Dennis Quaid en James Caviezel. De film kreeg over het algemeen goede kritieken.

## Verhaal
De film speelt zich af in het New York van 1999. Centraal staat John Sullivan, een man die nog altijd geplaagd wordt door de herinneringen aan de dood van zijn vader, Frank Sullivan. Zijn vader was een brandweerman, die 30 jaar terug om het leven kwam bij een brand in een pakhuis toen hij een verkeerde deur koos bij zijn poging het pand te verlaten.
Op een avond ontdekt John de oude amateurradio van zijn vader. Wanneer hij het ding gebruikt, krijgt hij onverwacht contact met zijn vader in het jaar 1969. John gebruikt deze situatie om zijn vader te waarschuwen voor de naderende brand. Zijn opzet slaagt; Frank kiest nu de juiste deur en komt niet bij de brand om het leven. Hierdoor ontstaat een nieuwe tijdlijn waarin Frank pas op latere leeftijd om het leven is gekomen door longkanker als gevolg van zijn vele roken. Alleen John herinnert zich de originele tijdlijn. John waarschuwt zijn vader nu om te stoppen met roken.
Niet veel later ontdekt John tot zijn schok dat zijn aanpassingen in de tijd meer gevolgen hebben dan hij kon vermoeden. In de nieuwe tijdlijn is zijn moeder, Julia, vermoord door een seriemoordenaar. Deze moordenaar zou in de originele tijdlijn om het leven zijn gekomen omdat hij was opgenomen in het ziekenhuis en Julia, die als verpleegster in datzelfde ziekenhuis werkte, door Franks dood niet aanwezig was om hem te redden toen hij een fatale dosering medicijnen kreeg toegediend. In de nieuwe tijdlijn is ze wel aanwezig en redt hem, maar hierdoor kan hij doorgaan met mensen vermoorden.
Met informatie van politiedossiers uit 1999 slaagt John erin om Frank in het verleden op het spoor van de moordenaar te zetten. John ontdekt de identiteit van de moordenaar, Jack Shepard. Frank slaagt erin hem een paar keer tegen te houden voor hij een slachtoffer maakt. Shepard richt hierdoor zijn aandacht op Frank en zijn familie.
In de climax van de film dringt Shepard in 1969 het huis van Frank binnen, terwijl in 1999 de oudere Shepard John aanvalt in zijn huis. In 1969 slaagt Frank erin om Shepart te overmeesteren, en schiet met een geweer Shepards hand eraf. De tijdlijn verandert weer en de Shepard uit 1999 verliest ook opeens zijn hand. Ook het interieur van Johns huis verandert. Uit de schaduw komt de oude Frank, die in deze tijdlijn in leven is gebleven tot 1999, tevoorschijn met een shotgun, en schiet Shepard dood.
De film eindigt met een honkbalwedstrijd waar Frank, John en Johns vrouw (die hem in de originele tijdlijn had verlaten) aanwezig zijn. John en zijn vrouw hebben zelf ook een zoon, John Junior.

## Rolverdeling
| Acteur              | Personage                 |
| ------------------- | ------------------------- |
| James Caviezel      | John Sullivan             |
| Dennis Quaid        | Frank Sullivan            |
| Shawn Doyle         | Jack Shepard              |
| Elizabeth Mitchell  | Julia 'Jules' Sullivan    |
| Andre Braugher      | Satch DeLeon              |
| Noah Emmerich       | Gordo Hersch              |
| Daniel Henson       | Jonge John Sullivan       |
| Michael Cera        | Gordo Hersch Jr           |
| Melissa Errico      | Samantha Thomas           |
| Jordan Bridges      | Graham 'Gib' Gibson       |
| Stephen Joffe       | Jonge Gordo Hersch        |
| Jack McCormack      | Commander Butch O'Connell |
| Peter MacNeill      | Butch Foster              |
| Marin Hinkle        | Sissy Clark               |
| Richard Sali        | Chuck Hayes               |
| Nesbitt Blaisdell   | Fred Shepard              |
| Joan Heney          | Laura Shepard             |
| Jessica Meyer       | Teenage Runaway           |
| Kirsten Bishop      | Carrie Reynolds           |
| Rocco Sisto         | Daryl Simpson             |
| Rosemary De Angelis | Mrs. Finelli              |
| Dick Cavett         | Himself                   |
| Brian Greene        | Himself                   |
| Melissa Fitzgerald  | Linda Hersch              |
| Nicole Brier        | Stoned Teenage Girl       |
| Brantley Bush       | Young Intern              |
| David Huband        | Lounge Bartender          |
| Timothy Brown       | Roof Man Billy            |
| Karen Glave         | Lanni DeLeon              |

## Achtergrond

### Productie
De film kreeg op 21 januari 1999 het groene licht voor productie, maar het script was al veel eerder geschreven. Sylvester Stallone zou volgens geruchten de rol van Frank Sullivan gaan vertolken, maar weigerde vanwege onenigheid over zijn loon. Regisseur Renny Harlin zou de film aanvankelijk gaan regisseren.
Gregory Hoblit las het script voor de film het eerst in 1997, 18 maanden na de dood van zijn eigen vader. Hij omschreef in een interview in 2000 de film als “een groot risico” om te maken, vooral omdat het script al door meerdere regisseurs was geweigerd. In datzelfde interview gaf hij aan dat het lastig was de hoofdrolspelers te vinden.
Opnames vonden plaats in Toronto en New York.

### Ontvangst
Frequency kreeg over het algemeen goede kritieken. Op Rotten Tomatoes scoorde de film 71% aan goede kritieken. Roger Ebert gaf de film eveneens een goede recensie. Wel wees hij op gelijkenissen met de films The Sixth Sense en Ghost.